# Смирна (Південна Кароліна)
Смирна (англ. Smyrna) — місто (англ. town) в США, в округах Йорк і Черокі штату Південна Кароліна. Населення — 55 осіб (2020).

## Географія
Смирна розташована за координатами 35°2′31″ пн. ш. 81°24′34″ зх. д. / 35.04194° пн. ш. 81.40944° зх. д. (35.042005, -81.409422).  За даними Бюро перепису населення США в 2010 році місто мало площу 1,83 км², уся площа — суходіл.

## Демографія
Згідно з переписом 2010 року, у місті мешкало 45 осіб у 22 домогосподарствах у складі 14 родин. Густота населення становила 25 осіб/км².  Було 29 помешкань (16/км²).
Расовий склад населення:
| - 100,0 % — білих |

До двох чи більше рас належало 0,0 %. Частка іспаномовних становила 0,0 % від усіх жителів.
За віковим діапазоном населення розподілялося таким чином: 13,3 % — особи молодші 18 років, 66,7 % — особи у віці 18—64 років, 20,0 % — особи у віці 65 років та старші. Медіана віку мешканця становила 48,5 року. На 100 осіб жіночої статі у місті припадало 95,7 чоловіків;  на 100 жінок у віці від 18 років та старших — 105,3 чоловіків також старших 18 років.
Середній дохід на одне домашнє господарство  становив 36 877 доларів США (медіана — 36 429), а середній дохід на одну сім'ю — 38 600 доларів (медіана — 36 071). За межею бідності перебувало 12,2 % осіб, у тому числі 75,0 % дітей у віці до 18 років та 0,0 % осіб у віці 65 років та старших.
Цивільне працевлаштоване населення становило 28 осіб. Основні галузі зайнятості: виробництво — 35,7 %, роздрібна торгівля — 25,0 %, будівництво — 25,0 %.